# Le Peuple migrateur
 (février 2019).
Si vous disposez d'ouvrages ou d'articles de référence ou si vous connaissez des sites web de qualité traitant du thème abordé ici, merci de compléter l'article en donnant les références utiles à sa vérifiabilité et en les liant à la section « Notes et références ».
Pour plus de détails, voir Fiche technique et Distribution.
Le Peuple migrateur est un documentaire français réalisé par Jacques Perrin, Jacques Cluzaud et Michel Debats, sorti en 2001.

## Synopsis
Ce documentaire montre la migration des oiseaux, notamment plusieurs espèces d'oies dressées pour le tournage.

## Fiche technique
Sauf indication contraire, les informations mentionnées dans cette section peuvent être confirmées par les bases de données cinématographiques IMDb et Allociné,  présentes dans la section « Liens externes ».
- Titre original : Le Peuple migrateur
- Réalisation  : Jacques Perrin, Jacques Cluzaud et Michel Debats
- Scénario : Jacques Perrin et Stéphane Durand, en collaboration avec Jean Dorst, Guy Jarry et Francis Roux, sur une idée de Valentine Marvel
- Montage : Marie-Josèphe Yoyotte
- Photographie : Olli Barbé, Michel Benjamin, Sylvie Carcedo, Laurent Charbonnier, Luc Drion, Laurent Fleutot, Philippe Garguil, Dominique Gentil, Bernard Lutic, Thierry Machado, Stéphane Martin, Fabrice Moindrot, Ernst Sasse, Michel Terrasse et Thierry Thomas
- Son : Philippe Barbeau
- Musique : Bruno Coulais
- Décors : Régis Nicolino
- Production : Jacques Perrin
- Sociétés de production : Galatée Films, France 2 Cinéma, France 3 Cinéma, Les Productions de la Guéville, BAC Films
- Pays d'origine :  France
- Langue originale : français
- Format : 1.85 : 1
- Genre : documentaire
- Durée : 98 minutes
- Dates de sortie :
  - France : 12 décembre 2001
  - Belgique : 12 décembre 2001
  - Canada : 30 mai 2003

## Distribution
Sauf indication contraire, les informations mentionnées dans cette section peuvent être confirmées par les bases de données cinématographiques IMDb et Allociné,  présentes dans la section « Liens externes ».
- Jacques Perrin : narrateur (version originale française)
- Philippe Labro : narrateur (version anglaise)

## Oiseaux du film
| Nom                                              | Kilomètres parcourus                         | Départ                                       | Arrivée                                      |
| ------------------------------------------------ | -------------------------------------------- | -------------------------------------------- | -------------------------------------------- |
| Oie cendrée                                      | 3 000 km                                     | Bassin méditerranéen                         | Pays scandinaves                             |
| Grue cendrée                                     | 4 000 km                                     | Péninsule ibérique                           | Forêt boréale                                |
| Cigogne blanche                                  | 5 000 km                                     | Savane africaine                             | Europe                                       |
| Bernache nonnette                                | 2 500 km                                     | Europe de l'Ouest                            | Groenland                                    |
| Cygne chanteur                                   | 3 000 km                                     | Extrême Orient                               | Toundra sibérienne                           |
| Oie à tête barrée                                | 2 500 km                                     | Plaine du Gange                              | Steppes d'Asie Centrale                      |
| Grue du Japon                                    | 1 000 km                                     | Extrême Orient                               | Taïga sibérienne                             |
| Pygargue à tête blanche (emblème des États-Unis) | 3 000 km                                     | Grand Ouest Américain                        | Alaska                                       |
| Bernache du Canada                               | 3 500 km                                     | Golfe du Mexique                             | Cercle polaire                               |
| Oie des neiges                                   | 4 000 km                                     | Golfe du Mexique                             | Terres arctiques                             |
| Grue du Canada                                   | 3 500 km                                     | Grandes plaines américaines                  | Terres arctiques                             |
| Guillemot de Troïl                               | Dispersion sur l'Atlantique Nord             | Dispersion sur l'Atlantique Nord             | Dispersion sur l'Atlantique Nord             |
| Fou de Bassan                                    | Errance océanique                            | Errance océanique                            | Errance océanique                            |
| Sterne arctique                                  | 20 000 km                                    | Arctique                                     | Antarctique                                  |
| Bernache à cou roux                              | Traversée de l'Europe                        | Traversée de l'Europe                        | Traversée de l'Europe                        |
| Limicole                                         | 10 000 km                                    | Terres arctiques                             | Côtes africaines                             |
| Pélican blanc                                    | Traversée du continent africain              | Traversée du continent africain              | Traversée du continent africain              |
| Condor des Andes                                 | Survol de la Cordillère des Andes            | Survol de la Cordillère des Andes            | Survol de la Cordillère des Andes            |
| Albatros hurleur                                 | Entre le 60e et le 30e degré de latitude sud | Entre le 60e et le 30e degré de latitude sud | Entre le 60e et le 30e degré de latitude sud |
| Gorfou sauteur                                   | 1 000 km                                     | Au gré des courants de l'Atlantique Sud      | Au gré des courants de l'Atlantique Sud      |
| Manchot royal                                    | Autour de l'Antarctique                      | Autour de l'Antarctique                      | Autour de l'Antarctique                      |
| Macareux moine                                   | Atlantique Nord                              | Atlantique Nord                              | Atlantique Nord                              |
| Hirondelle                                       | 10 000 km                                    | Afrique                                      | Europe                                       |
| Tournepierre à collier                           |                                              |                                              |                                              |
| Bécasseau maubèche                               |                                              |                                              |                                              |
| Tétras des armoises                              | Amérique du Nord                             | Amérique du Nord                             | Amérique du Nord                             |
| Canard colvert                                   |                                              |                                              |                                              |
| Mouette rieuse                                   |                                              | Mer Méditerranée                             | Mer Baltique                                 |
| Coucou                                           |                                              |                                              |                                              |
| Eider à duvet                                    | Hémisphère nord                              | Hémisphère nord                              | Hémisphère nord                              |
| Traquet motteux                                  |                                              | Afrique                                      | Europe, Asie, Canada, Groenland              |
| Anhinga                                          |                                              |                                              |                                              |
| Aigrette ardoisée                                |                                              |                                              |                                              |
| Mouette tridactyle                               |                                              |                                              |                                              |
| Grue antigone                                    |                                              |                                              |                                              |
| Ara rouge                                        |                                              |                                              |                                              |
| Plongeon huard                                   |                                              |                                              |                                              |
| Rouge-gorge                                      |                                              |                                              |                                              |
| Jacana                                           |                                              |                                              |                                              |

## Musique
Bruno Coulais a composé la musique originale du film. Plusieurs artistes et musiciens renommés ont participé à l'interprétation vocale de certains titres : Nick Cave (To Be By Your Side), Robert Wyatt (Masters Of The Field, The Highest Gander et La Forêt rouge), Gabriel Yacoub (La Colombe poignardée), A Filetta (Comme un souffle) et Didjaman au didgeridoo.

## Autour du film

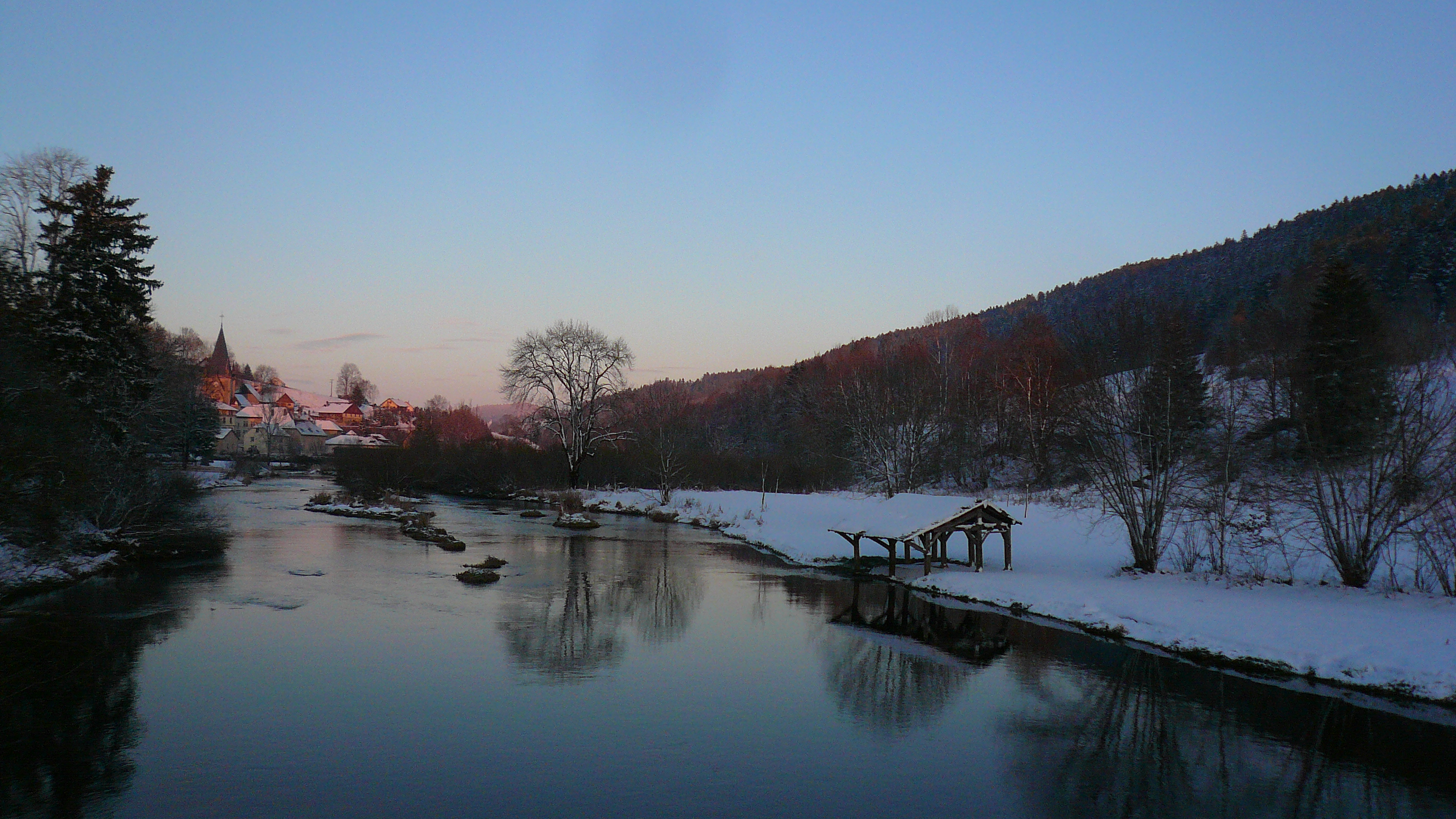
Montbenoît, un des lieux de tournage du film

Trois ans de tournage ont été nécessaires pour ramener des images spectaculaires et inédites. Le tournage débute en juillet 1998, et se termine au printemps 2001.
L'équipe, composée de plus de 450 personnes, a tourné dans un certain nombre de régions du globe avec plusieurs dispositifs pour filmer les oiseaux en plein vol, dont l'ULM, assez classique. Mais la production Galatée a dû aussi inventer et fabriquer cinq machines prototypes, avec l'aide du CNC (Centre national de la cinématographie), dont parmi ces cinq prototypes, l'ULM Cam-Skypod, l'ULM Place-Avant, le Cinéparamoteur, le Polypode et le Prototype Voiture Travelling.
La séquence avec le rouge-gorge a été tournée à Montbenoît dans le Doubs.
En 2002, Galatée Films produit Les Ailes de la nature, une série documentaire en trois épisodes de 52 minutes reprenant les images du film non conservées au montage, soit plus de 2h30 minutes d'images inédites.
En 2006, le film est évoqué par Catherine Jacob dans le film Dikkenek.

## Distinctions
Sauf indication contraire, les informations mentionnées dans cette section peuvent être confirmées par les bases de données cinématographiques IMDb et Allociné,  présentes dans la section « Liens externes ».

### Récompenses
- Prix Spécial de l'Aide à la Création de la Fondation Gan pour le Cinéma en 1999
- Césars 2002 : César du meilleur montage pour Marie-Josèphe Yoyotte

### Nominations
- Césars 2002 : César de la meilleure première œuvre de fiction, et César de la meilleure musique écrite pour un film pour Bruno Coulais
- Oscar du meilleur documentaire en 2003